# 布勢スプリント
布勢スプリント（ふせスプリント）は毎年鳥取県鳥取市布勢の鳥取県立布勢総合運動公園陸上競技場（愛称はヤマタスポーツパーク陸上競技場）で開催されているスプリント種目を中心に構成される日本グランプリシリーズ対象大会。現在は1986年から開催されている布勢リレーカーニバルと兼ねて「布勢スプリント兼布勢リレーカーニバル」という大会名となっている。

## 概要
主催は鳥取陸上競技協会、共催は日本海テレビジョン放送・鳥取県スポーツ協会・布勢総合運動公園。大会の模様は日本海テレビでディレード放送されている。また、Huluでも配信されている。
布勢リレーカーニバルは1985年開催の第40回国民体育大会（わかとり国体）ののち1986年から開催。布勢スプリントは2009年に開催された第24回布勢リレーカーニバルに「スプリント挑戦記録会 in Tottori」を併せて開催する形でスタートした。

## 主な大会記録
- 一般男子100m：山縣亮太 9"95 （日本記録）（布勢スプリント2021）
- 男子110mハードル：高山峻野 13"36（布勢スプリント2019）

## 歴史
- 第1回（2009年）「第24回布勢リレーカーニバル兼スプリント挑戦記録会 in Tottori」
  - 第24回布勢リレーカーニバルに「スプリント挑戦記録会 in Tottori」が併せて開催される。
- 第2回（2010年）「第25回布勢リレーカーニバル兼2010スプリント挑戦記録会 in Tottori」
  - 「布勢スプリント」の略称も大会ポスターなどで用いられる。
- 第3回（2011年）「布勢スプリント2011～第26回布勢リレーカーニバル兼2011スプリント挑戦記録会 in Tottori～」
- 第4回（2012年）「布勢スプリント2012兼第27回布勢リレーカーニバル」
- 第5回（2013年）「布勢スプリント2013兼第28回布勢リレーカーニバル」
- 第6回（2014年）「布勢スプリント2014兼第29回布勢リレーカーニバル」[1]
  - 男子100m招待選手 - 江里口匡史、九鬼巧、大瀬戸一馬
  - 男子110mハードル招待選手 - 佐藤大志、西澤真徳、和戸達哉、古川裕太郎
  - 女子100m招待選手 - 福島千里、渡辺真弓、土井杏南、北風沙織、世古和
  - 女子110mハードル招待選手 - 木村文子、伊藤愛里、紫村仁美、相馬絵里子
- 第7回（2015年）「布勢スプリント2015兼第30回布勢リレーカーニバル」[2]
  - 男子100m招待選手 - 桐生祥秀、大瀬戸一馬、小谷優介、九鬼巧
  - 男子110mハードル招待選手 - 佐藤大志、西澤真徳
  - 女子100m招待選手 - 土井杏南、和田麻希、北風沙織、世古和
  - 女子110mハードル招待選手 - 藤原未来、青木益未、伊藤愛里
- 第8回（2016年）「布勢スプリント2016兼第31回布勢リレーカーニバル」[3]
  - 男子100m招待選手 - 桐生祥秀、藤光謙司、大瀬戸一馬、九鬼巧、サニブラウン・アブデル・ハキーム（欠場）
  - 男子110mハードル招待選手 - 増野元太、大室秀樹、和戸達哉
  - 女子100m招待選手 - 土井杏南、北風沙織（欠場）、宮澤有紀、世古和
  - 女子110mハードル招待選手 - 木村文子、紫村仁美、青木益未